# Chlum u Třeboně (zámek)
Zámek v Chlumu u Třeboně byl vystavěn počátkem 18. století na místě bývalé tvrze. Zámecký areál je chráněn jako kulturní památka.

## Historie
Panství Chlum či Chlumec u Třeboně mělo své staré jádro ve dvou nevelkých vesnicích Žítči a Mirochově, k nimž později přibyl osamocený lesní okrsek kolem vsi Cepu mezi Třeboní a Suchdolem nad Lužnicí. Ves Chlum sama, jež se poprvé připomíná roku 1395, byla již tehdy příslušenstvím rožmberského panství třeboňského. Roku 1508 získal Kunrát Krajíř z Krajku vsi Chlum, Lutovou a Stříbřec od Petra z Rožmberka, jemuž za to postoupil ves Cep s okolními lesy. Po dělení krajířských statků obdržel roku 1554 Chlum jako samostatný statek Jiřík Volf Krajíř z Krajku, jehož syn Julius jej připojil k panství bystřickému.
Roku 1693 převzala ves Novou Bystřici s Chlumem sestra posledního Slavaty Kateřina Terezie, jejímž manželem byl Jan Arnošt z Fünfkirchenu a Chlum zůstal v držení Fünfkirchenů až do roku 1834 (syn Jan Leopold pak postoupil chlumské panství svému mladšímu synu Janu Františkovi z Fünfkirchenu). Jeho rozhodnutím z roku 1710 byl na místě někdejší tvrze vystavěn barokní patrový zámek. Roku 1746 zde byla zřízena mariánská kaple.

### 19. století
Dalšími majiteli panství se od roku 1834 stali Stadionové. V roce 1846 mělo panství podle soudního odhadu cenu 630 989 zlatých 52 krejcarů. V roce 1861 přešel již zchátralý zámek do vlastnictví modenského vévody Františka V. d'Este, který ho nechal upravit. V roce 1870 mělo chlumecké panství a ves 167 domů a 1 424 obyvatel. Stál zde zámek, Mariánská kaple, škola, pivovar a mlýn, přičemž k panství spadaly samoty: Lípovka (12 čísel), Na obci (12 čísel), Pařezy (14 čísel), Půlkrabě (3 čísla), u cihelny (7 čísel), Vochoz (2 čísla), Huť nová a železné hutě zvané Josefsthal (7 čísel), kde se vyrábělo železo, litina a zemědělské náčiní.
V roce 1875 zdědil dvanáctiletý František Ferdinand d'Este po svém strýci modenském vévodovi Františku V. přídomek d'Este a s ním i obrovský majetek včetně panství Chlum u Třeboně v jižních Čechách, paláců ve Vídni, v Římě a v Benátkách a jedinečných uměleckých sbírek. Majetek spravoval zpočátku do roku 1877 jeho otec arcivévoda Karel Ludvík d'Este. 
V letech 1872–1875 došlo k přestavbě severovýchodního křídla mezi hlavní budovou a zahradním pavilonem s jídelnou a kulečníkovým sálem. V roce 1876 byly zbourány poslední zbytky starého zámku a nad hlavním vchodem umístěn arcivévodský znak a pod ním freska sv. Prokopa. Na vrcholu štítu se nacházely bicí hodiny.

### 20. století
|                      | Alodiální panství Chlumec r. 1901 |
| -------------------- | --- |
| Rozloha              | Celkem 6 580,9729 ha: z toho 353,3670 ha polí, 331,3245 ha luk, 6,0101 ha zahrad, 113,6523 ha pastvin, 4 521,9808 ha lesů, 1 223,4821 ha rybníků a potoků, 13,8377 ha neplodné půdy, б,6551 ha zastavěné půdy. |
| Dvory                | Chlumec: 55,24 ha polí a 55,81 ha luk; Lutová 31,65 ha polí a 78,26 ha luk ve vlastní správě; ostatní hospodářská výměra byla v dílcích pronajata a vedle těchto pozemků byla část přidělena k honitbě. |
| Průmysl              | Železárny, slévárny, drátárny, továrna na drátěné hřebíky v Chlumci ve vlastní správě; umělecký (mechanický) mlýn v Chlumci v pronájmu (mlynář Wilhelm Dubský z Františkova/Franzensthal), sklárny a pila v pronájmu (Carl Stölzle‘s Söhne, Aktiengesellschaft für Glasfabrikation, Nagelberg) |
| Výrobky na prodej    | 300 q žita, 200 q ovsa, 500 q brambor, 300—400 q sena, dříví, zvěř a ryby |
| Katastrální výnos    | 38 597 K 80 h |
| Daň pozemková        | 8 762 K 26 h |
| Ředitelství panství  | Chlumec u Třeboně |
| Pošta a nádraží      | Chlumec u Třeboně, železniční zastávka Chlumec-Pilař 6 km |
| Hutní úřad           | Josefov (Eisenwerck Josefsthal): Beneš Josef (pokladník), Lottmann Julius (šichtmistr), Joos Jindřich (valcmistr), v Chlumci Feichtl František (klíčník) |
| Úředníci na zámku    | Graf Karel (lesmistr a ředitel panství), Kasalický Josef (hospodářský správce), Birner Bedřich (důchodní), Penížka Jaroslav (účetní) |
| Úředníci na revírech | Peschke František (revírník v Kolné u Lutové), Kohout Leopold (revírník v Hamru/Hammerdorf), Topinka Stanislav (lesní adjunkt v Nové Huti/Fichtenthalu), Schofka Jan (revírník v Nové Huti/Fichtenthalu), Stassek Jan (revírník v Nové Vsi u Klikova/Kösselsdorf), Fürst František (revírník v Stříbřeci/Silberlos, pošta Stráž), Hofbauer František (revírník v Mirochově), Žebro Vojtěch (revírník v Mirochově), Gumbert Heřman (lesní adjunkt v Chlumci), Hofbauer Jan (lesní adjunkt v Chlumci) |

Poznámka: Ústřední ředitelství panství a revize účtů se nacházely ve Vídni na Beatrixgasse čp. 27 (ústřední ředitel Wettslein Franz, rytíř z Westersheimbu, c. k. vládní rada, kancelářští úředníci Löffler Karel, Zebro Zdeňko) a celková výměra obou alodiálních panství Chlumec a Konopiště činila 12 146,97 ha.
V letech 1901 až 1903 došlo k další přestavbě zámku. Architektem současné (novobarokní) podoby zámku se stal Heinrich Johann Leopold Gerl (též 
Heinz Gerl).
V roce 1912 nabídl Sekretariát arcivévody Františka Ferdinanda d'Este ve Vídni chlumecké panství do pronájmu (i s pozemky doposud parcelně propachtovanými, a to v celku anebo rozdělenými na dva dvory). К panství patřily: pole o výměře 305 ha 64 arů 4 m², louky o výměře 110 ha 29 arů 59 m² a samotné panství o rozloze 12 ha 70 arů 73 m². Sekretariát předpokládal, že živý a mrtvý inventář se též pronajme nebo odprodá. Nájemce chlumského dvora František Dvořák v roce 1913 nechal bývalou drátovnu v Chlumu upravit na lihovar.
Po sarajevském atentátu se dcera Žofie se svými mladšími bratry Maxmiliánem a Ernstem uchýlili na rodinný zámek Konopiště, kde společně přečkali první světovou válku. Po celou dobu války podléhal chlumský velkostatek správě hohenberských velkostatků ve Vídni a to až do listopadu 1918.

#### Československo – státní majetek

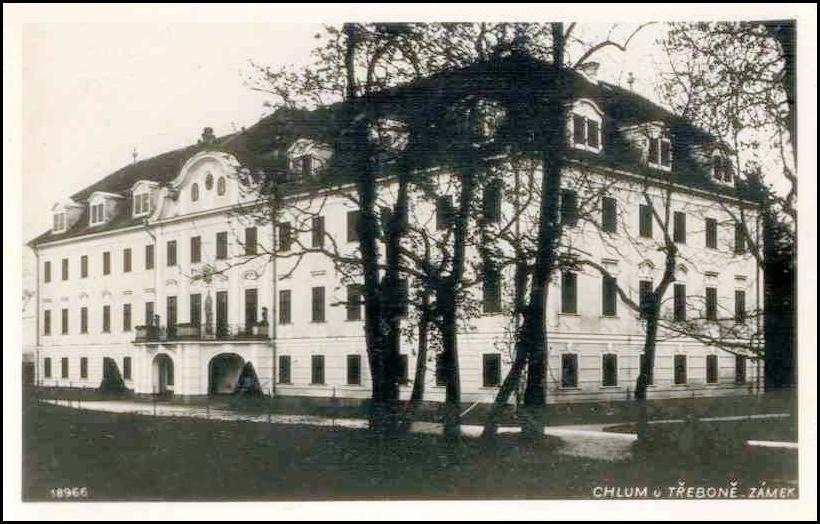
Zámek v roce 1932

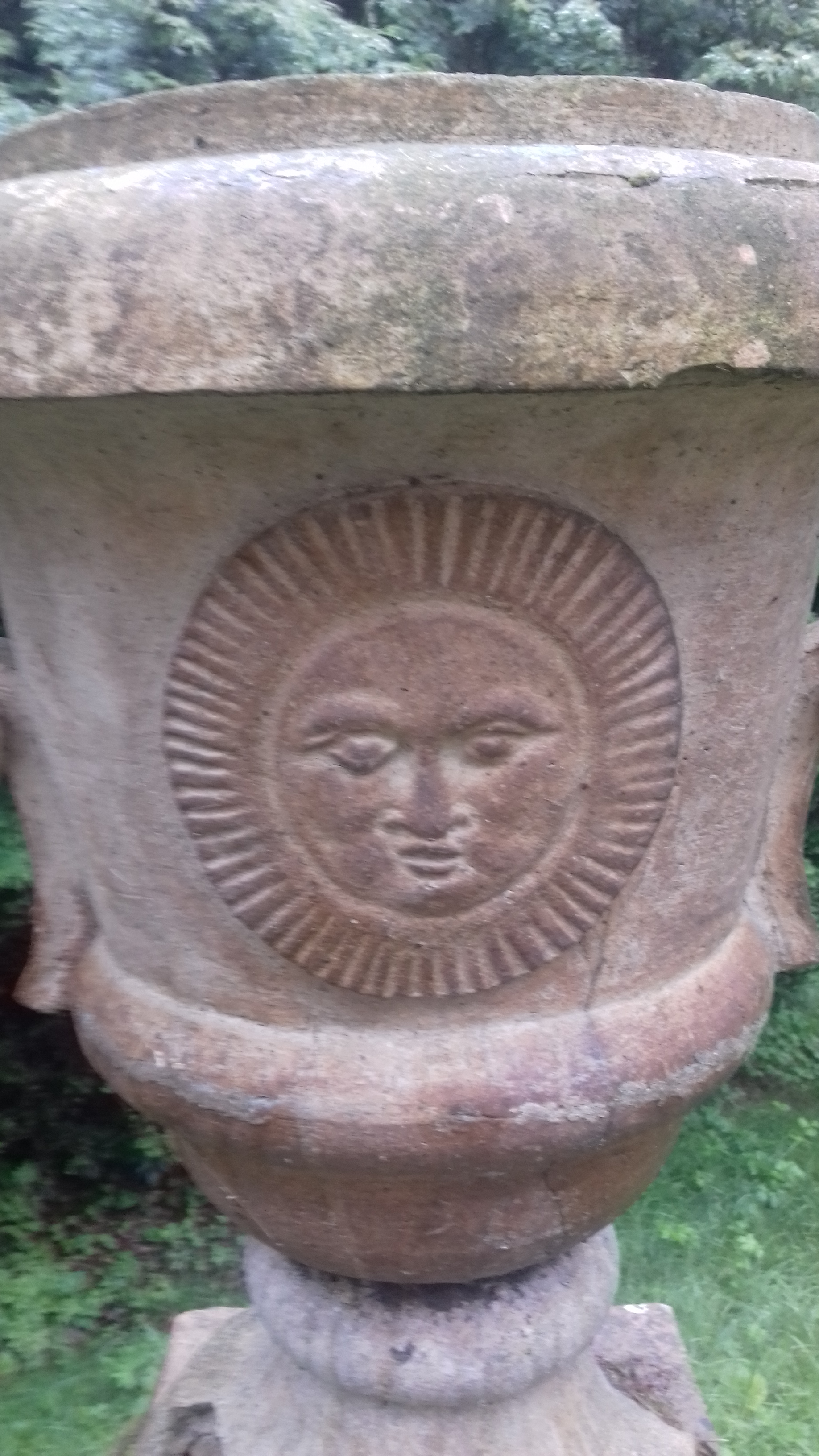
Žardiniéra od Miroslava Rabocha

Ačkoli Ferdinandovy děti patřily k rodu Hohenbergů, československé úřady s nimi naložily stejně jako s Habsburky a 3. května 1919 byla na arcivévodské panství v Chlumu u Třeboně uvalena ministerstvem zemědělství nucená správa, kterou vykonával správce lesní rada Ferdinand Trdlica (na panství Konopišti správce hospodářský rada Josef Storne, dvůr v Lutové spravoval už od listopadu 1918 soudně ustanovený správce Josef Kraus).
Panství Konopiště a také druhé Ferdinandovo panství v Chlumu u Třeboně hodlala vláda nové Československé republiky zahrnout do znárodňování. Poručník Jaroslav Thun protestoval až u prezidenta Masaryka, který ho ujistil, že právoplatným vlastníkem panství Konopiště bude uznán nejstarší syn Maxmilián (podle rodinného dědického řízení panství Chlum měl dědit Ernest) a že rozloha pozemků bude jen trochu zmenšena ve prospěch československého státu.
Teprve až v roce 1921 poslanci Národního shromáždění do zákona o vyvlastnění habsburského majetku připsali dodatek, že se týká „zejména bývalého následníka trůnu Františka Ferdinanda d’Este a jeho potomků“. Československý postup totiž neměl ve své době obdobu, ani Rakousko majetek rodu Hohenberg neznárodňovalo. Dne 3. června 1922 Chlum navštívil ministr zemědělství František Staněk.
Pro další osud dětí Františka Ferdinanda však bylo zcela klíčové usnesení parlamentu založené na 208. článku mírové smlouvy vítězných mocností. Veškerý majetek Habsburků podle něj připadal nově zformovaným státům. ČSR pak využila volného výkladu smlouvy a do praxe uvedla její extrémní podobu. Po divoké diskuzi parlamentem prošel i zákon, který z dětí Hohenberků dětí udělal Habsburky, takže jejich majetek mohl být vyvlastněn.
iDNES.cz, Arcivévodovy děti vyhnali z Konopiště, nacisté je nutili čistit latríny, 29. června 2014 

##### Správa státních lesů a Správa státních statků a rybníků
V roce 1924 vzniklo v Třeboni Ředitelství státních lesů a statků, kterému v první instanci podléhala v Chlumu u Třeboně zřízená Správa státních lesů hospodařící na polesích Zámecký Hamr, Nová Huť, Staňkov, Mirochov a Halámky. Velkostatek Chlum s celkovou rozlohou 6 696 ha (z toho 2 083 ha zemědělské půdy a rybníků) obdržela Správa státních statků a rybníků. Ještě v roce 1928 někteří zaměstnanci velkostatku prý s radostným povzdechem kvitovali, že by zámek mohly nakonec získat arcivévodovy děti („Kdyby to Pán Bůh dal! Žilo se nám dříve daleko lépe. — A takhle nemluví jen ona sama.”).
Už v roce 1924 nabídlo Ředitelství státních lesů a statků v Třeboni na státním velkostatku v Chlumu u Třeboně uprázdněnou budovu bývalého lihovaru do pronájmu. V budově lihovaru se nacházelo veškeré strojní zařízení na parní pohon. Nabídky k pronájmu přijímala Vrchní správa státního velkostatku Chlum u Třeboně. Od 1. ledna začala správa velkostatku pronajímat také výčep lihovin na čp. 11. Výčep lihovin s výrobou likérů a vína provozoval Karel Weiskopf, který byl po zřízení Protektorátu Čechy a Morava z nájmu vypovězen a celá jeho rodina zahynula v koncentračním táboře Auschwitz. Nájemcem dvora v Lutové se stal agrárník Jindřich Tvrz. Od roku 1934 Správa statků a rybníků nabídla do pronájmu také bývalý panský mlýn v obci. Novým nájemcem po p. Dubskému z Františkova se stal Václav Vaněk.
Pronájem mlýna.
Správa státních statků a rybníků v Chlumu u Třeboně pronajme od 1. ledna 1934 na dobu 6 po sobě jdoucích let mlýn o třech složeních, s vodní turbinou o výkonnosti 58 HP, v Chlumu u Třeboně, se semílací kapacitou 2—3 vagonů týdně. S mlýnem spojena je i pila o jednom rámu, rozměrů 40X90, sloužící pro seřež kulatiny z okolních malolesů.
Podrobné nájemní podmínky a popis mlýna možno obdržeti u podepsané správy za poplatek 25 Kč a na požádání budou tyto uchazečům zaslány. Rádně doložené a kolkované nabídky v zapečetěné obálce opatřené nápisem »Nájem mlýna — oferta« jest zaslati podepsané správě nejdéle do 10. října t. r.
Volná volba mezi uchazeči, případné odmítnutí všech nabídek se vyhrazuje a správa není vázána nejvyšší nabídkou. - Správa státních statků a rybníků v Chlumu u Třeboně.
Venkov, 17.09.1933
V roce 1937 zavedlo Ústřední ředitelství státních lesů a statků ochrannou značku »Třeboňský kapr«, kterou mohli užívat jen obchodníci prodávající kapry z obvodu správy státních rybníků v Třeboni, Chlumu u Třeboně či v Jindřichově Hradci a Protivíně.
Ve třicátých letech mlýn vyhořel a byl modernizován. V listopadu 1939 vyhlásila Správa státních statků a rybníků v Chlumu u Třeboně novou veřejnou soutěž na pronájem mlýna (od 1. ledna 1940 na dobu šesti let). Vodní mlýn byl vybavený novým zařízením o dvou složeních s kompletním příslušenstvím a vodní turbínou o výkonnosti 58 Ks. Stále k němu patřila i jednorámová pila o průchodu 40 cm a dále pak pekárna k provozování pecnářské živnosti. Roční kontingent mlýna činil 2000 q žita a 1500 q pšenice. Mlýn s pilou pronajala státní správa opět Václavovi Vaňkovi, který jej provozoval až do února 1948.
Za druhé světové války se v zámku nacházelo skladiště německého letectva.

##### Letovisko
Koncem dvacátých a počátkem třicátých let se Chlum stal módním letoviskem. V té době přijížděli do Chlumu hudební skladatelé, spisovatelé a umělci jako byli Oskar Nedbal, Vítězslav Novák, Antonín Sova, K. M. Čapek-Chod, Gabriela Preissová a koncem 30. let poprvé František Hrubín. Zámek pod Správou státních lesů a Správou státních statků a rybníků byl využíván hlavně k rekreaci zaměstnanců ministerstva zahraničí a vládních činitelů. V roce 1929 obsadil sedmipokojové apartmá na čtyři týdny ministr zahraničí Dr. Edvard Beneš. Před jeho příjezdem byla z bývalé dřevěné chaty (původně střelnice) u rybníka Hejtman vybudována tzv. panská plovárna, která pak sloužila rekreantům na zámku a zaměstnancům velkostatku. Přímo naproti zámecké plovárně obdržela obec od správy rybníků část dalšího pozemku, kde vybudovala obecní koupaliště s kabinami, molem a můstkem pro plavce a též hřištěm.
Jeho Veličenstvo Dr. Beneš ve státním zámku u Třeboně v posteli arcivévody d'Este.
Zámek Chlum u Třeboně, známý je svými historickými zajímavostmi, Ferdinanda d'Este; kromě toho je v zámku dosud zařízena ložnice arcivévodova, i ložnice, které používal za svobodna. Ke sbírkám byl přístup obecenstva v určité dny i hodiny, ale nyní je přístup zakázán. Prostě proto, že sem od 1. července „zavítá“ ministr dr. E. Beneš s celou rodinou a budou obývati nejméně půl poschodí, počítaje v to samozřejmě i přijímací pokoj a p. U rybníka se buduje v největší rychlosti, jistě že na počest vzácné návštěvy, nová plovárna s kabinami. — To je zase malá ukázka, jak se v nejvyšších kruzích hospodaří se státním majetkem. Místo chudobince vlastní pohodlí na účet poplatníků.
Polední vydání časopisu Večerní list, 25.06.1929
V roce 1932 České slovo, list Československé strany socialistické, rozhořčeně popisoval využívání zámku ministerstvem zahraničí v čele s Edvardem Benešem. Lidový deník „Večer” toto rozhořčení mírnil vyjádřením, že zámek Chlum u Třeboně je oblíbeným letním sídlem socialistických kapacit i politických, mimo jiné též ministra věci zahraničních Dr. Beneše: „Konstatujeme jen, že to není takové, jak čtenářům maluje »Č. slovo«. Tolik však nutno říci, že jsou období, kdy převážný počet hostí jsou socialisté nebo osoby z řad socialistům blízkých.”

##### Po druhé světové válce
Po válce připadl zámecký areál jako německý konfiskát ministerstvu zemědělství. To na zámeckém velkostatku zřídilo Správu státního statku a budovu zámku převedlo na ředitelství skláren, jež si v druhém poschodí vybudovalo kanceláře. V prvním poschodí provedly sklárny stavební úpravy tak, že zde vznikl sál pro účely obce. V přízemí zámku se nacházela mateřská škola a veřejná obecní knihovna. Od roku 1945 do roku 1953 bylo v zámku přechodně umístěno také několik tříd základní školy. Přízemí zámku sloužilo i jednotce Sboru národní bezpečnosti, později Pohraniční stráže, která se pak přestěhovala do nových kasáren na „Medenici“. Správa parku připadla chlumskému MNV.
Od 1. ledna 1953 byl opět zřízen Státní statek Třeboň národní podnik a sloučen s Velkovýkrmnou prasat Gigantem – Rožmberk, jehož součástí byl závod n.p. hospodářství Chlum u Třeboně. Na konci roku 1964 byla provedena delimitace národního podniku Státní statek Třeboň a to zřízením nového Státního statku Chlum u Třeboně. V roce 1975 převzal část Státního statku Chlum u Třeboně o výměře 4 863 ha zemědělské půdy a 2 675 ha orné půdy oborový podnik Velkovýkrmny Praha se sídlem v Praze – Řepy, později odštěpného závodu 01 Třeboň. V listopadu 1976 nakonec došlo ke zrušení Státního statku Chlum u Třeboně. Od 1. ledna 1987 byl z odštěpného závodu zřízen Státní statek Třeboň.
Vzhledem k tomu, že místní sklárny na údržbu zámku nestačily, byl zámek v roce 1969 prodán za symbolickou cenu 1 Kčs národnímu podniku Spolana Neratovice, která společně s národním podnikem Montované stavby Praha zámek opravila a přebudovala na své rekreační středisko. Společně s opravou zámku proběhla i rekonstrukce zámeckého parku, při které byly též opraveny sochy umístěné v parku. Rekreační středisko n.p. Spolana v Chlumu u Třeboně se 165 lůžky bylo využíváno celoročně. V roce 1976 přikoupila Spolana také mlýn s pilou čp. 15 a to s tím záměrem, že v prostorách mlýna zřídí kulturní a společenské prostory pro vyžití rekreantů, k čemuž nikdy nedošlo a mlýn zchátral.

## Prodej zámeckého areálu
Dne 1. května 1992 založil Fond národního majetku České republiky akciovou společnost SPOLANA, na kterou přešel majetek bývalého státního podniku, tedy i podnikové rekreační středisko v zámku Chlum u Třeboně. V roce 2008 se hlavním akcionářem společnosti stala společnost „Zakłady Azotowe ANWIL Spółka Akcyjna” se sídlem ve Włoclawku v Polsku (získala 95,70 % základního kapitálu společnosti). Nový majitel akciové společnosti Spolana prodal podnikové rekreační a školící středisko v zámeckém areálu neratovické realitní firmě EST.IM.HO, která je v katastru nemovitostí uvedena jako vlastník a patří k realitním společnostem kolem italského podnikatele Girolamo D'Agostino. Hlavním akcionářem společnosti byla od roku 2004 nizozemská firma UNIVERSAL NATIONS S.A (se 75 % obchodního podílu).
V roce 2009 zadala EST.IM.HO firmě P6PA+Architects v Praze vypracování studie pro revitalizaci zámku včetně zámecké budovy a zámeckého parku, přičemž součástí parkové úpravy měla být též implementace nových budov lázeňského typu. Celková rozloha areálu činila 132 000 m² a náklady na stavbu byly odhadnuty na 380 mil. Kč, přičemž zadavatelská firma EST.IM.HO počítala s dokončením projektu v roce 2020. K uskutečnění revitalizace zámku a zámecké zahrady nedošlo a zámek byl v roce 2012 nabídnut k dalšímu odprodeji skrze realitní firmu OPERAE, patřící do výše uvedené realitní skupiny a jejímž jediným společníkem je Girolamo D'Agostino. V roce 2016 měla proběhnout fúze firem: EST.IM.HO, Neratovice, ITAL MARMI, Prokopova, Praha, MARIATERESA & SALVATORE, Prokopova, Praha s nástupnickou společností Valle Don Giulio, Prokopova Praha. Nakonec se jediným společníkem a majitelem společnosti EST.IM.HO (a tedy i zámeckého areálu) stal Girolamo D'Agostino.
V roce 2022 zámecký areál koupila soukromá společnost Zámek Chlum u Třeboně, která vznikla tentýž rok. V letech 2022–2023 ji vlastnil podnikatel s rusko-kazašskými kořeny Daniel Bakaev. Nový majitel začal v zámku provádět stavební úpravy bez stavebního povolení.
V lednu 2024 zahájila policie a veterinární správa na podnět starostky Chlumu u Třeboně vyšetřování týrání zvířat, chovaných v zámeckém farmaparku.

## Galerie

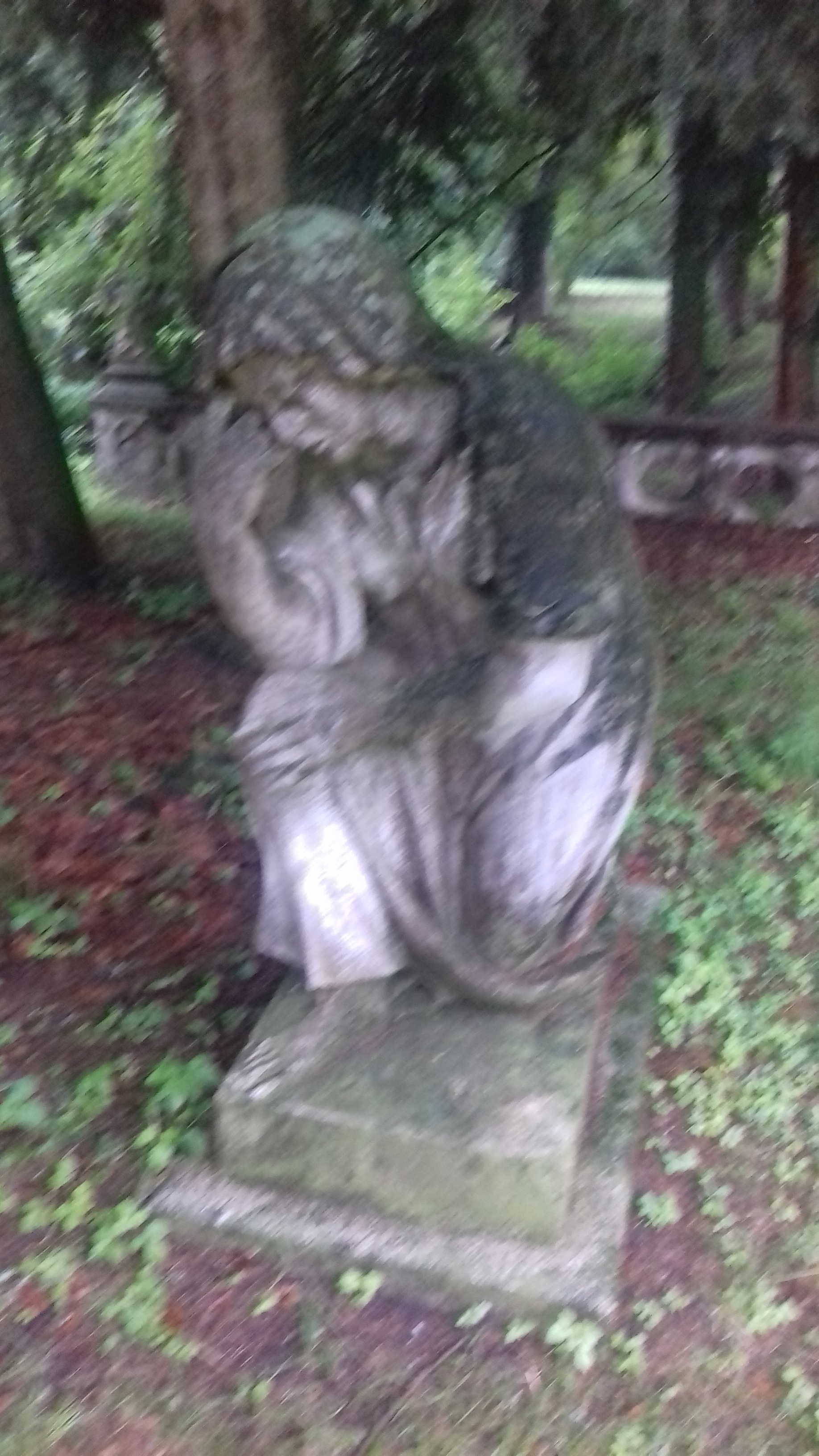
Socha ženy
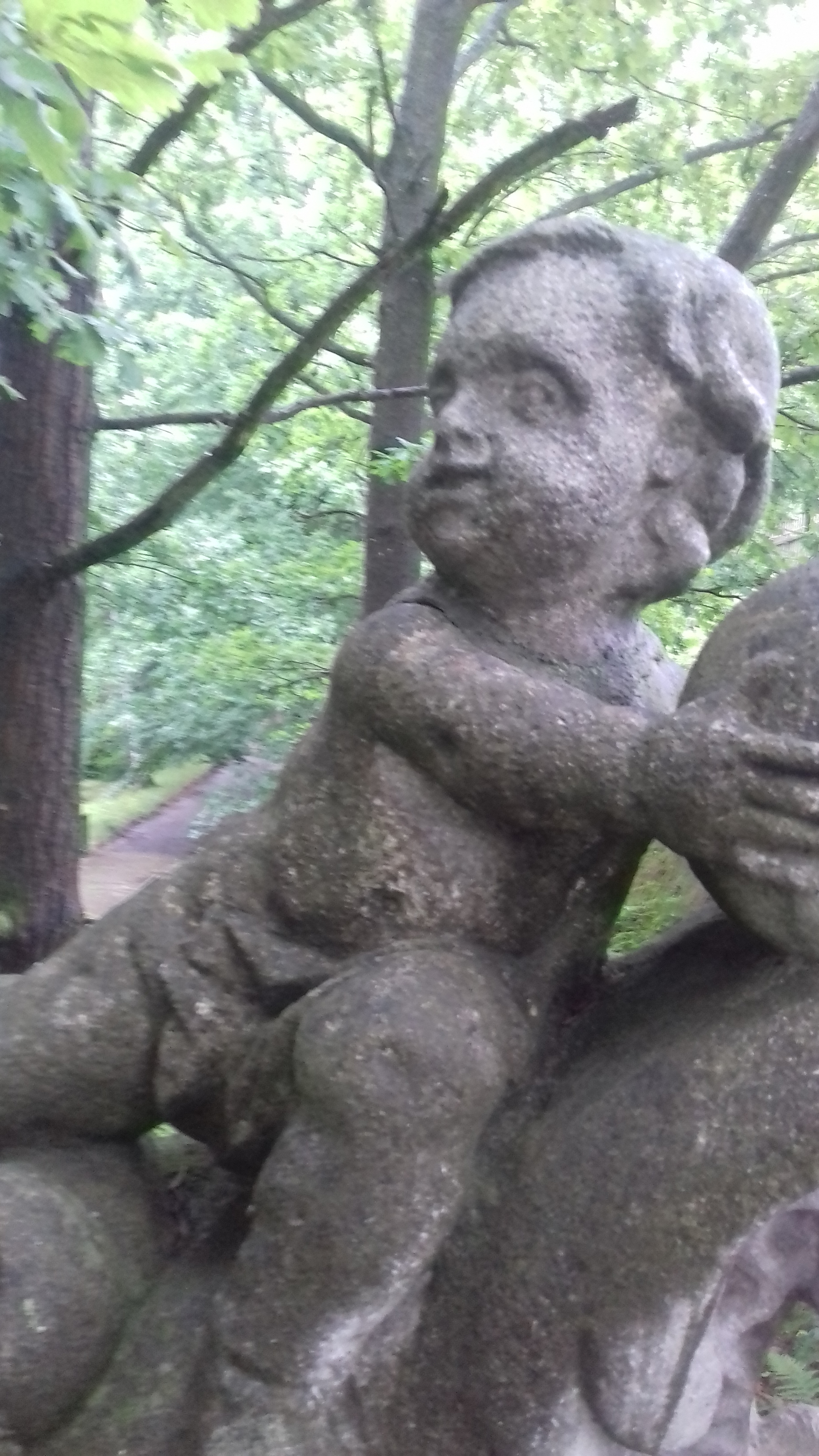
Socha ze schodiště
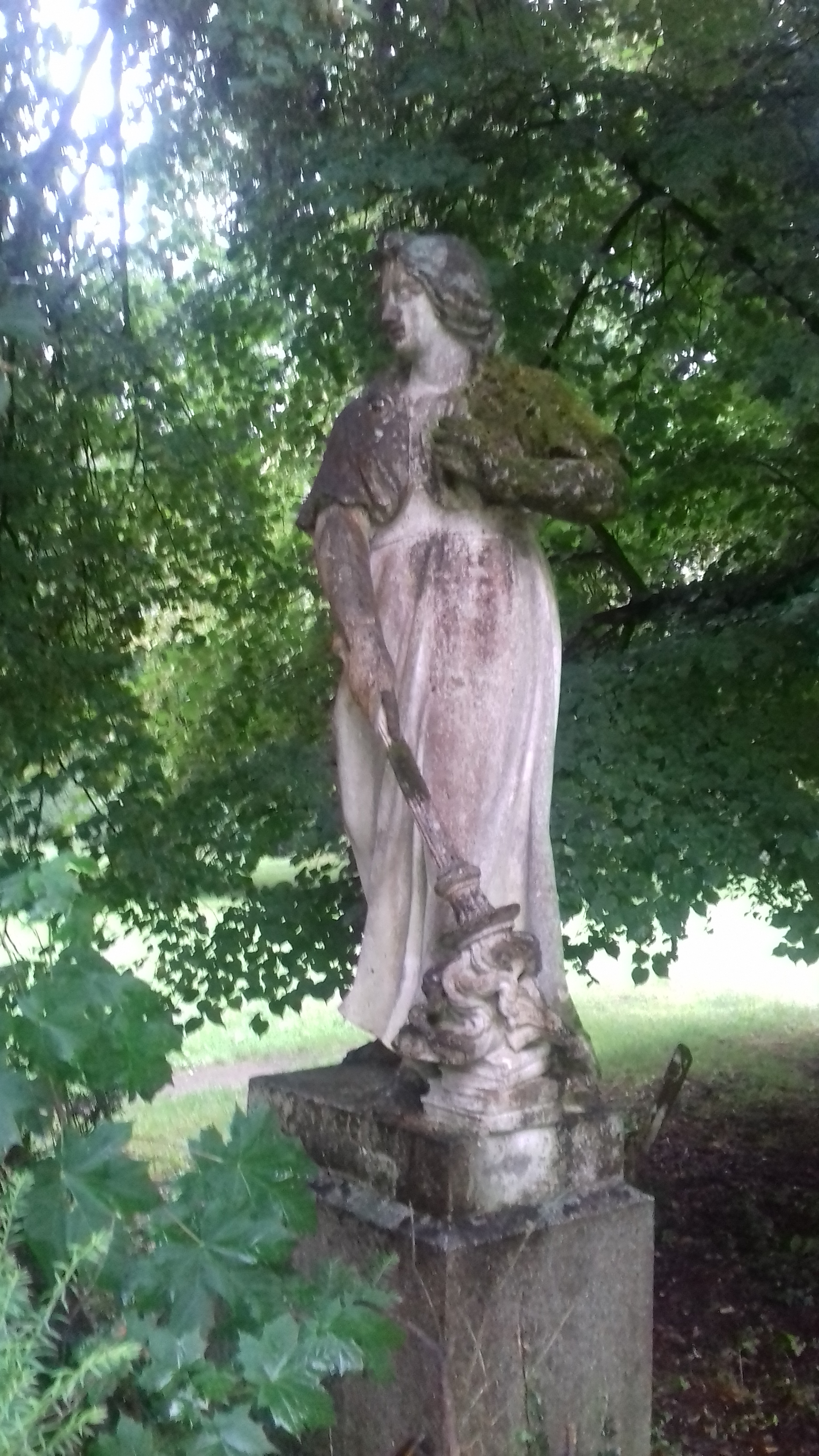
Dáma s knihou